# Bréménil
Bréménil ist eine französische Gemeinde mit 94 Einwohnern (Stand 1. Januar 2022) im Département Meurthe-et-Moselle in der Region Grand Est (vor 2016 Lothringen). Sie gehört zum Arrondissement Lunéville und zum Kanton Baccarat.

## Geografie
Die Gemeinde liegt am Westfuß der Vogesen, etwa 57 Kilometer südöstlich von Nancy und 62 westlich von Straßburg im Südosten des Départements Meurthe-et-Moselle. Weite Flächen der Gemeinde sind bewaldet. Nachbargemeinden sind Parux im Norden, Saint-Sauveur im Nordosten, Angomont im Osten, Badonviller im Süden, Neuviller-lès-Badonviller im Südwesten und Westen sowie Montreux im Nordwesten.

## Geschichte
Der Ort wurde 1174 indirekt (Gerardus sacerdos de Brumenil) unter dem Namen Brumenil erstmals in einem Dokument erwähnt. Bréménil wurde im Hundertjährigen Krieg geteilt. Ein Teil der heutigen Gemeinde, Bréménil-ban-le-Moine, unterstand der Vogtei Vic und gehörte historisch zur Provinz Trois-Évêchés (Drei Bistümer), die faktisch 1552 an Frankreich fiel. Der andere Teil der Gemeinde, Bréménil-ban-Saint-Pierre, gehörte rechtlich zum Herzogtum Salm und somit zum Herzogtum Lothringen, das 1766 an Frankreich fiel. Bis zur Französischen Revolution lag die Gemeinde dann im Grand-gouvernement de Lorraine-et-Barrois. Im Dreißigjährigen Krieg wurde die Gemeinde fast völlig zerstört. Nur wenige Bewohner überlebten. In den beiden Weltkriegen kam es zu Zerstörungen. Im Ersten Weltkrieg führte deutscher Beschuss 1914 zu starken Zerstörungen in der Gemeinde. Weitere Artillerieangriffe beider Seiten richteten Schäden an. Von 1793 bis 1801 war die Gemeinde dem Distrikt Blâmont zugeteilt. Und von 1793 bis 1801 und von 1879 bis 2015 in den Kanton Badouviller/Badonviller eingegliedert. Dazwischen, von 1801 bis 1879, war sie Teil des Kantons Baccarat – und seit 2015 ist sie erneut Teil des Kantons Baccarat. Seit 1801 ist Bréménil dem Arrondissement Lunéville zugeordnet. Die Gemeinde lag bis 1871 im alten Département Meurt(h)e. Seither bildet sie einen Teil des Départements Meurthe-et-Moselle.

## Bevölkerungsentwicklung
| Jahr                       | 1962 | 1968 | 1975 | 1982 | 1990 | 1999 | 2007 | 2020 |
| Einwohner                  | 188  | 186  | 176  | 155  | 146  | 143  | 134  | 98   |
| Quellen: Cassini und INSEE |      |      |      |      |      |      |      |      |

## Verkehr
Bréménil liegt fernab von überregionalen Verkehrsverbindungen. Die Bahnstrecken sind weiter entfernt als überregionale Autobahnen. Die nächstgelegenen Haltestellen sind Baccarat und Bertrichamps an der Bahnstrecke von Lunéville nach Saint-Dié-des-Vosges. Nur wenige Kilometer nördlich der Gemeinde führt die N 4 vorbei. Der nächstgelegene Anschluss ist in Blâmont. Für den regionalen Verkehr sind die D8 und D181 wichtig, die durch das Dorf führen.

## Sehenswürdigkeiten
- Kirche Nativité-de-la-Vierge (Mariä Geburt) aus dem 18. Jahrhundert
- mehrere Dorfbrunnen
- Wegkreuz Croix Saint-Pierre und ein weiteres Wegkreuz an der Rue de Neuviller
- Denkmal für die Gefallenen[1]

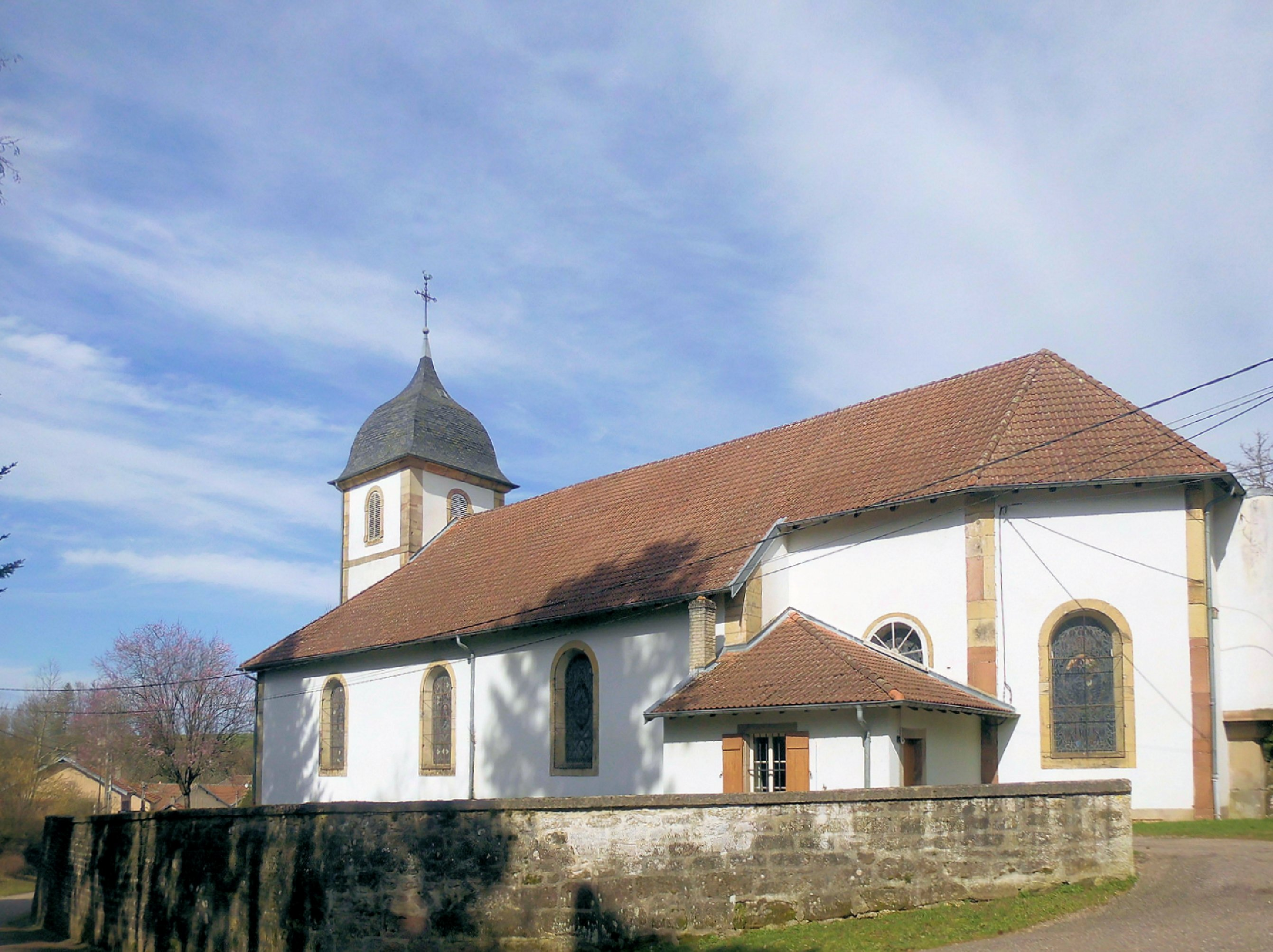
Kirche Mariä Geburt
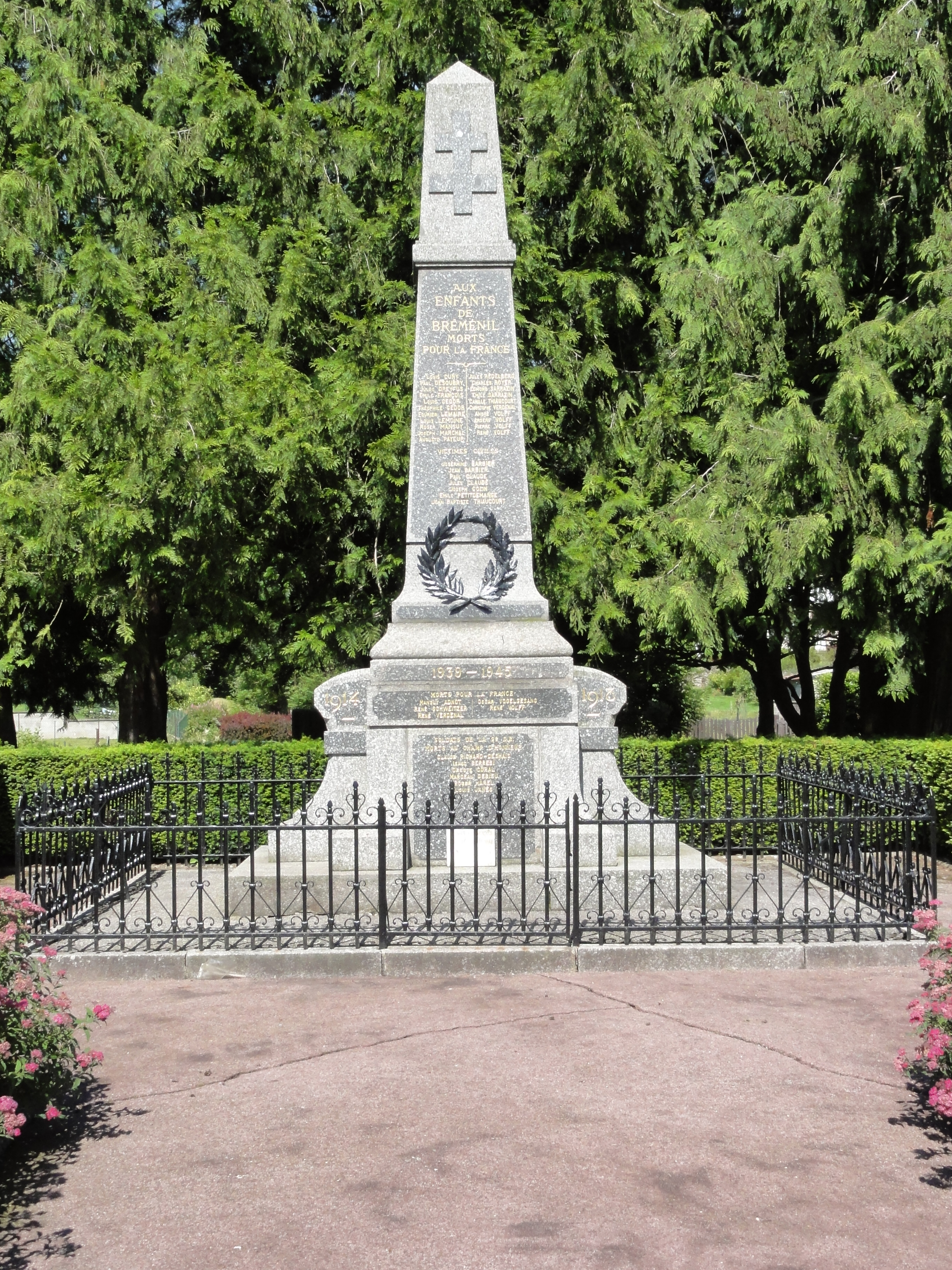
Denkmal für die Gefallenen
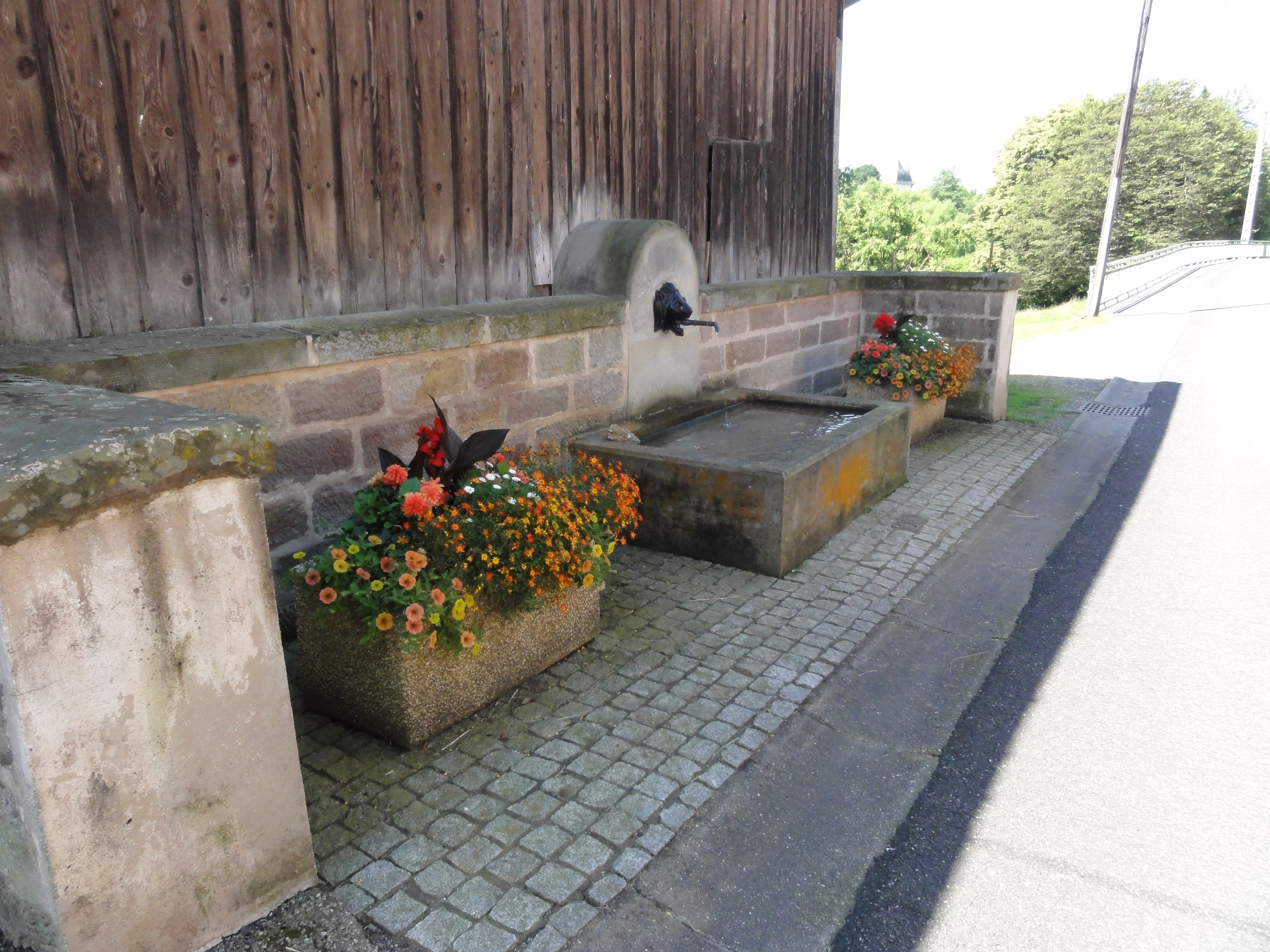
Einer der Dorfbrunnen
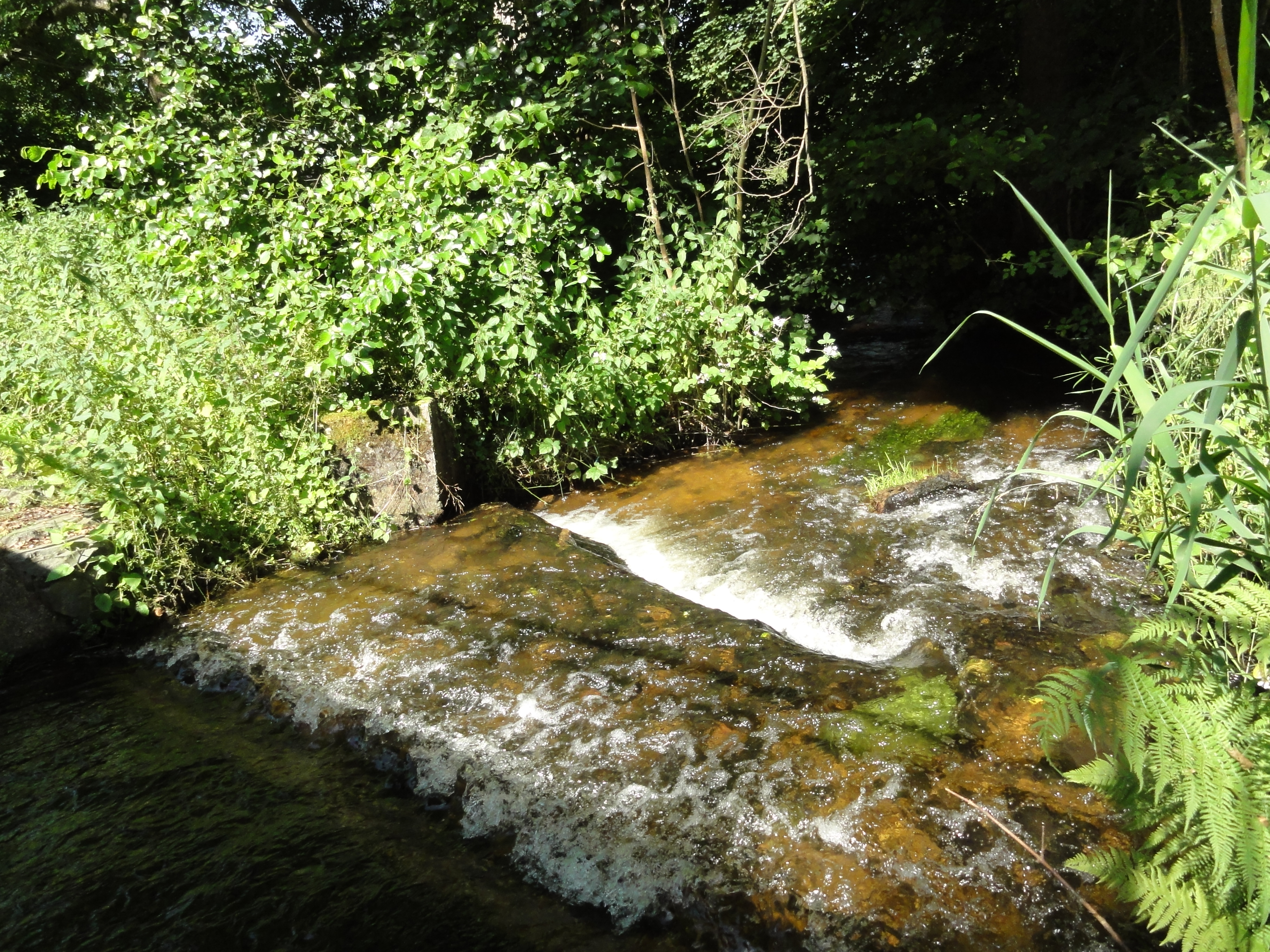
Der Fluss Breme in Bréménil

## Belege
1. ↑  Denkmal für die Gefallenen